# Bloqueo de Iquique
El bloqueo de Iquique fue una operación bélica que se dio durante la Guerra del Pacífico o Guerra del Salitre. Declarada la guerra por Chile al Perú el sábado 5 de abril de 1879, la primera acción naval chilena ya estaba planificada y fue el bloqueo del puerto de Iquique ese mismo día.
La primera fase del bloqueo terminó el 21 de mayo de 1879 luego de los enfrentamientos entre el Huáscar y la Independencia versus la Esmeralda  y la Covadonga, respectivamente.
La segunda fase del bloqueo se reinició el 1 de junio hasta el 2 de agosto de 1879, fecha en la cual Williams Rebolledo tuvo que renunciar por no tener éxito en sus acciones debido a las incursiones del almirante Miguel Grau a bordo del Huáscar contra naves chilenas.

## 5 de abril de 1879

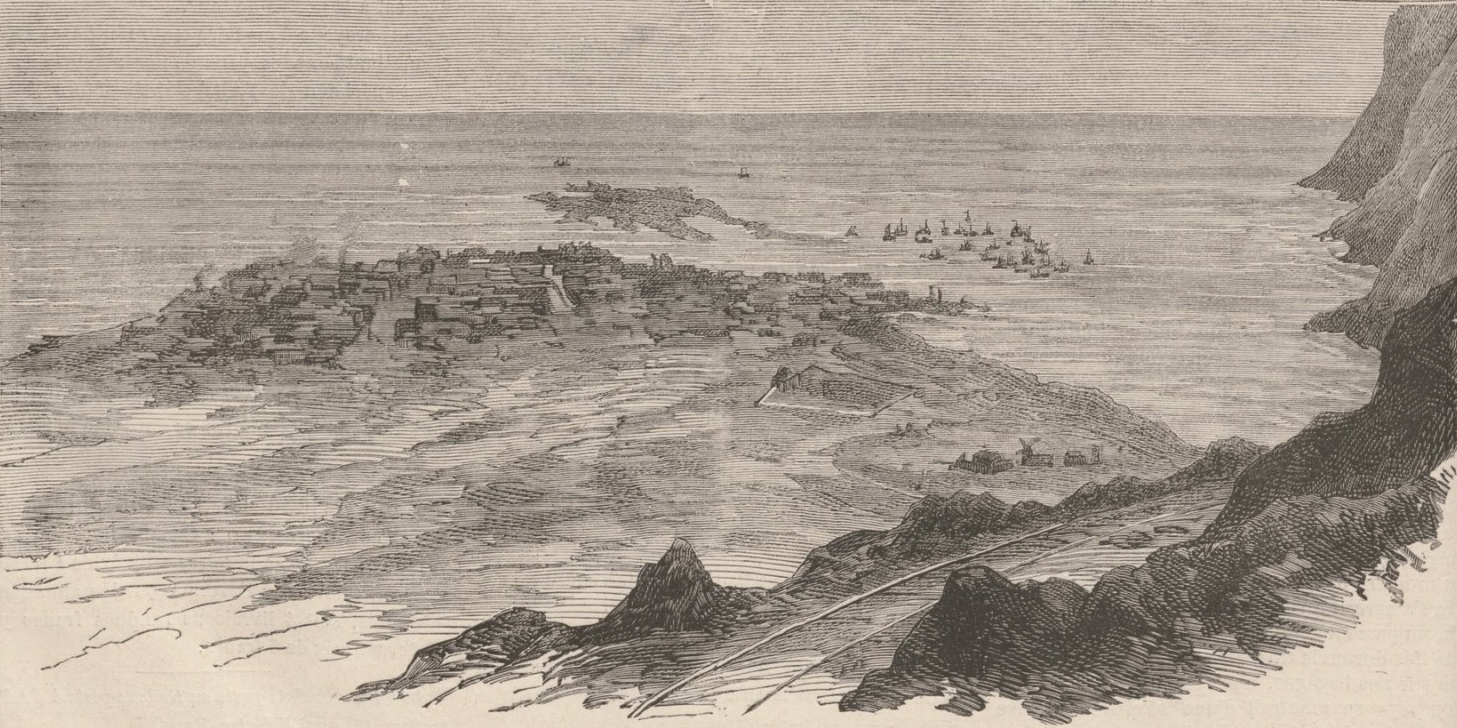
Vista de Iquique en 1879.

El contralmirante chileno Juan Williams Rebolledo, optó por el bloqueo de Iquique para iniciar la guerra.
El 5 de abril de 1879, apareció en el horizonte del puerto peruano de Iquique parte de la escuadra chilena. El territorio peruano estaba al mando del coronel Justo Pastor Dávila, en calidad de Prefecto del Departamento de Tarapacá. 
Durante dos meses cerca de 2000 chilenos abandonaron Iquique pero los más reacios se quedaron y ese día hubo que encerrarlos en almacenes viejos y a otros se les permitió acercarse a su escuadra o embarcarse en algún navío neutral. Alrededor de 80.000 chilenos trabajaban en la zona y finalmente esperaron hasta el 10 de abril para salir del puerto debido al bloqueo.
El 5 de abril había una guarnición de 1500 hombres, compuesta por cívicos iquiqueños (guardia nacional local) y la 1.ª División del ejército peruano al mando del coronel Velarde, conformada por dos batallones y una batería de artillería. La 2ª  División, al mando del coronel Belisario Suárez y conformada por más de mil hombres, estaba en el Molle, a 10 km al sur de Iquique. 
A las 14:00 los buques chilenos iniciaron el reconocimiento de la isla Cuadros, para verificar que no hubiera artillería que pudiera atacarlos por retaguardia; luego del reconocimiento, se acercaron a una cuarta de milla de la playa. La escuadra chilena estaba compuesta por cinco buques: el blindado Blanco Encalada que enarbolaba la insignia del contralmirante Williams; lo acompañaban su gemelo el Cochrane, las corbetas Esmeralda, O'Higgins, Chacabuco y la cañonera Magallanes.
Cuando las naves chilenas largaron anclas, en la playa se embarcó en una falúa el capitán del puerto y de corbeta Salomé Porras, dirigiéndose al Blanco Encalada, para protestar por su  presencia, pero fue despachado por el contralmirante Williams. Minutos después se desprendió del Blanco Encalada una falúa llevando a bordo la comunicación del Jefe de la escuadra chilena llevada por el capitán de fragata Arturo Prat Chacón, ayudante del secretario Rafael Sotomayor Baeza. La lancha atracó en el muelle de uso inglés en el puerto de Iquique, siendo recibida por el mayor Manuel Loayza.

## Inicio del bloqueo del puerto de Iquique
El bloqueo del puerto comenzó cuando la Esmeralda, al mando de Thompson disparó tres proyectiles sobre la máquina resacadora de agua; los iquiqueños y los jefes de la plaza comprendieron que se les quería hacer rendir por sed. Producto de este ataque, el día 9 de abril hubo que racionar al agua a un litro por persona diario, No se podía traer agua de Pozo Almonte y Nueva Soledad por ferrocarril, porque la escuadra chilena cañoneaba los trenes. Se traía agua de los puquiales de las serranías a lomo de bestia y en carretas, amparados por la oscuridad de la noche y por la camanchaca. Pero esa dotación era insuficiente para calmar la sed de 15,000 sitiados. El 13 de abril la ración bajó a tres cuartos de litro.
Para abastecerse de agua los iquiqueños utilizaron las tuberías de las calicheras especialmente de Pozo Almonte y Nueva Esperanza que eran almacenados en La Noria. Se comenzó a producir hasta 30 000 galones de agua dulce cada 24 horas, desde el 14 de abril de 1879, gracias al iquiqueño Alfonso Ugarte
Cinco días tardaron la “Chacabuco” y la “Esmeralda” en rastrear el cable submarino para cortarlo y aislar Iquique de Lima. Cuando el “Almirante Cochrane” levó anclas para salir del puerto para pasar la noche fuera de la bahía, de casualidad, encontró el cable submarino el cual cortaron.
El 7 de abril, la cañonera Magallanes y el blindado Cochrane dejaron el bloqueo para ir a Antofagasta y protegerlo contra alguna incursión peruana. Cuando la Magallanes regresaba a Iquique, en el trayecto se enfrentó contra las naves peruanas Unión y Pilcomayo en el Combate naval de Chipana.

## Movimientos de la escuadra peruana
El vapor peruano Chalaco, al mando del capitán de fragata Manuel Antonio Villavicencio, había zarpado del puerto del Callao a las 2:30 del 3 de abril, conduciendo pertrechos y tropas hacia Arica e Iquique, llegando a Arica el 5 a las 19:30, enterándose de la declaración de guerra de Chile al Perú y del bloqueo de Iquique, procediendo a desembarcar a toda la tropa que llevaba. Al día siguiente, descargó 2 cañones de a 100 libras, pertrechos y zarpó a Pisagua. Fondeó en Pisagua el 7 a las 9:00, desembarcando en 40 minutos, 1 cañón Vavasseur de  250 libras, 2 cañones Blakely del ejército, al batallón Puno N.º 6  de 350 plazas, al batallón Ayacucho de 300 plazas y al general de brigada M.G. de La Cotera, jefe de la 3ª División, compuesta por las tropas anteriores. 
El 8 de abril, fondeó el Chalaco nuevamente en Arica, descargando otro cañón Vavasseur de 250 libras. En la madrugada del 10, estuvo en Pacocha embarcando carbón y agua. A las 6:00  del 11 fondeó en Mollendo y embarcó a mil hombres, entre voluntarios, gendarmes y guardias nacionales, todos al mando del coronel José A, Bezada, Prefecto de Arequipa. En la mañana del 12 fondeó otra vez en Arica, embarcando parte de la 3ª División que ahí se había quedado. El 13 zarpó a Pisagua, pero en el trayecto avistó al blindado Blanco Encalada, que lo persiguió por 3 horas sin éxito. Según Villavisencio, la velocidad del Chalaco fue de 12 nudos y la del blindado chileno de 10 nudos. A las 11.00 del 13 de abril, el Chalaco fondeó en Arica y 3 horas después, lo hizo el transporte peruano Talismán, que venía del Callao. El Talismán desembarcó en Arica al contraalmirante Lizardo Montero, nombrado comandante general de las Baterías del Sur, oficiales del Estado mayor y 4 cañones rayados franceses de calibre de 16 cm (68 libras), zarpando inmediatamente al Callao vía Mollendo, donde desembarcó un grupo de oficiales.
El Chalaco fondeó nuevamente en Pisagua el 15 de abril a las 17:00 , desembarcando al general de división Juan Buendía, jefe del Ejército del Sur, a su jefe de Estado Mayor, general Pedro Bustamante, al batallón Guardia Nacional de Arequipa y una columna de gendarmes, en total, 560 hombres, que formaban la 4ª División al mando del coronel Bezada, y el batallón Lima N.º 8, de 391 plazas, que era parte de la 3ª División. De ahí, el Chalaco hizo rumbo a Arica y al Callao.

## Movimientos chilenos en la costa peruana

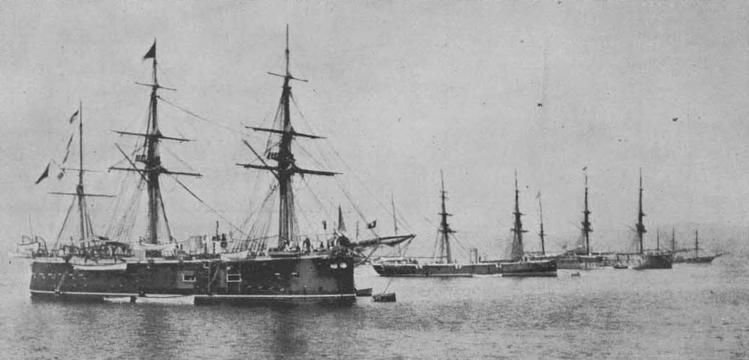
La escuadra chilena en 1879

El contraalmirante Williams planeó hacer incursiones sobre la costa peruana con el objetivo de forzar a salir a la escuadra peruana del Callao para dar una batalla en altamar o para capturar a algún transporte peruano. El 15 de abril, zarparon hacia el sur el Blanco Encalada, O'Higgins, Chacabuco y Magallanes, quedando solo en el bloqueo de Iquique la Esmeralda. Estos buques se encontraron con el Cochrane que venía del sur, que en el trayecto estuvo en la caleta de Huanillos, en donde ordenó que los 13 buques mercantes que ahí estaban cargando guano, suspendieran el carguío y para que en 48 horas salieran del puerto.

### Incursión en Pabellón de Pica y Huanillos
El martes 15 de abril, el Blanco Encalada, O'Higgins y la Chacabuco, todos en una división al mando del contraalmirante Williams, se presentaron en Pabellón de Pica, puerto guanero a  94 km al sur de Iquique y ordenaron a los buques neutrales a salir del puerto. La fuerza chilena destruyó las instalaciones de carga y descarga, se hundieron 21 lanchas y un pequeño vapor y se rescató a 110 chilenos que se encontraban en un bote, los cuales fueron llevados a Iquique y de ahí, a Chile.
En la mañana del 16, la división chilena fondeó en Huanillos, puerto guanero a 134 km al sur de Iquique, en donde capturaron una lancha a vapor, el pequeño vapor López Gamaz, 25 a 30 lanchas grandes y destruyeron el muelle.
En la destrucción de ambos puertos, participaron trabajadores chinos que estaban en condiciones laborales de semiesclavitud.  En la mañana del 17, la división chilena fondeó en Iquique y a las 16.00, el contraalmirante Williams notificó al Prefecto, el coronel Justo Dávila, que destruiría las máquinas destiladoras de agua del puerto, a menos que dejaran de funcionar, suspendiéndose el funcionamiento de estas. 
En la mañana del 18, la corbeta Esmeralda disparó 11 bombas contra un tren de pasajeros con mujeres y niños, sin acertarle, repitiendo disparos en la noche para evitar el uso del ferrocarril.

### Incursión enMollendo
Una división chilena compuesta por el blindado Cochrane y la cañonera Magallanes, al mando del capitán de navío Enrique Simpson Baeza, comandante del blindado, apareció en Mollendo en la mañana del jueves 17 de abril. Las naves chilenas hicieron atracar a las lanchas de la barca inglesa Clyde Vale y de la barca francesa Juana Luisa, que estaban descargando, la primera carbón y la segunda mercadería, apresando su carga. Dejaron al garete a 11 lanchas.
La división chilena destacó botes para destruir lanchas al mediodía, pero desde tierra le hicieron fuego de fusil. Entonces Simpson ordenó el bombardeo hacia los puntos de tierra desde donde le hacían fuego, disparando el blindado 11 tiros. 
Los chilenos notificaron el bloqueo del puerto y consideraron como contrabando de guerra al carbón de las barcas nicaragüenses Plata y Monroe. Los buques chilenos se retiraron a altamar en la noche, regresando a la mañana siguiente. En la tarde del 18, al Plata se le retiró el carbón y se le hundió con un espolonazo del Cochrane por tener incompleto sus papeles. El Monroe se le dejó libre a condición de que se retirara a Valparaíso. En la madrugada del 19, los buques chilenos se retiraron pero cuando regresaron al amanecer, avistaron al Monroe que regresaba a Mollendo, razón por la cual fue hundido con tiro de cañón.
El 20 de abril, la división chilena recaló en Arica, donde divisó 5 cañones de gran calibre en el Morro, por lo cual se retiraron.

### Combate y Bombardeo de Pisagua

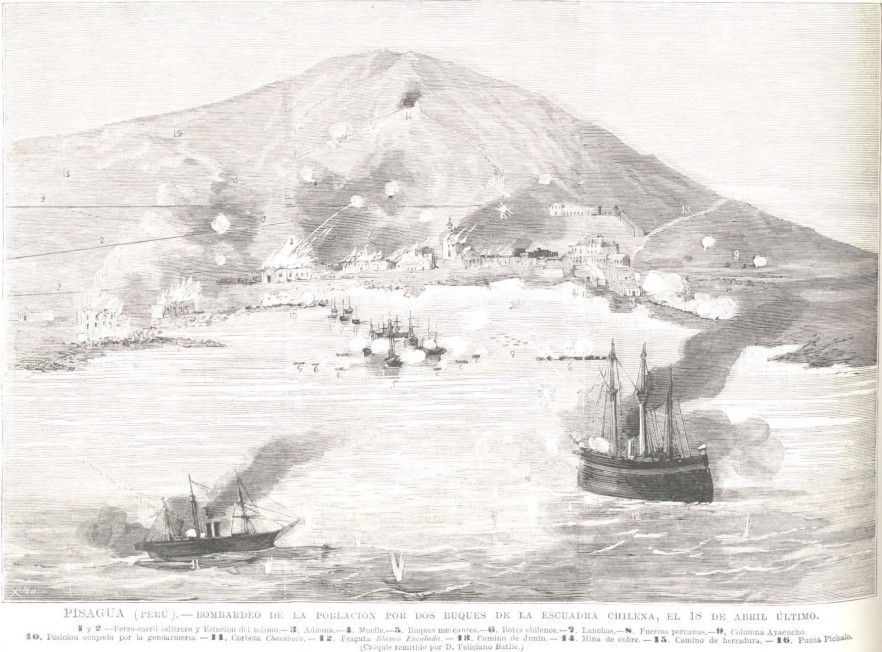
Pisagua, Perú, 18 de abril de 1879. Bombardeo por la escuadra chilena

Al mediodía del viernes 18 de abril, llegó a Pisagua la corbeta Chacabuco que despachó 3 botes para capturar las lanchas surtas en el puerto, pero fueron hostilizados por disparos de fusilería desde tierra, por el batallón Ayacucho. 
Las fuerzas peruanas estaban al mando del capitán de fragata y del puerto José Becerra. Luego llegó el Blanco Encalada al mando del contraalmirante Williams, que ordenó el repliegue de los botes y el bombardeó contra las trincheras de tierra. Cuando se arrió el pabellón peruano, Williams ordenó alto al fuego y el envío de los botes para capturar las lanchas, pero al acercarse a la playa, se reanudó la fusilería desde tierra y se reinicó el bombardeo chileno. A la 1 p. m., el puerto se incendió; el fuego destruyó el muelle, el salitre de los almacenes, la estación de ferrocarril y la oficina de capitanía; 2 lanchas hundidas y 5 lanchas incendiadas. La división chilena tuvo 5 heridos y un capitán muerto; mientras los peruanos, un oficial y 5 soldados heridos, además de varios civiles; 2 rabonas, un niño y un asiático muertos. La división chilena se retiró en la tarde.
El 21 arribó a Pisagua la división chilena al mando del capitán Simpson, proveniente de Arica, encontrando al puerto aún humeante. Los chilenos no intentaron desembarcar, solo se llevaron la barca inglesa Alice Retis cargada de carbón, lo que hizo dudar de la legalidad de esa embarcación y días después, se dio una nueva legislación respecto a los buques cargados de carbón a raíz de este incidente.

### Destrucción de Mejillones
El martes 29 de abril, a las 7, arribó a Pisagua una división chilena al mando del capitán Simpson y conformada por el Cochrane y la O'Higgins. Por medio del vicecónsul inglés, Simpson comunicó a las autoridades de tierra que tenía la misión de destruir todas las embarcaciones menores y esperaba no encontrar resistencia, recibiendo como respuesta que no la habría sino intentaba un desembarco. Entre las 12:40 y las 14:20 se destruyeron 44 lanchas y embarcaciones menores, retirándose la división chilena al día siguiente.
Poco después del mediodía del 30, la división chilena arribó a Mejillones del Norte, puerto a 45 km al sur de Pisagua y 50 km al norte de Iquique. De la O'Higgins se destacaron 6 botes para destruir las embarcaciones surtas en el puerto, pero cuando se inició la operación, se abrió fuego de fusil desde tierra a las embarcaciones, pues se pensaba que se intentaba un desembarco. El ataque fue respondido por un bombardeo a la población de parte de las naves chilenas, que incendió el puerto. El puerto estaba defendido por el comandante militar de Mejillones del Perú, Luis Reina, que repelió el ataque con 5 gendarmes y 5 civiles de resguardo aduanero y el capitán de puerto accidental, Pablo García. Simpson declaró que se cumplió la misión de destruir todas las lanchas. Reina afirmó que los chilenos dispararon 120 tiros de cañón y que ocasionaron una destrucción en el puerto indefenso de 600 mil soles.

## 21 de mayo de 1879
El bloqueo de Iquique quedó sin efecto con los combates de Iquique y de Punta Gruesa del 21 de mayo de 1879 que hundieron y pusieron a la fuga respectivamente a las naves chilenas.

## Segunda fase del bloqueo
El bloqueo fue restablecido por la escuadra chilena el 1 de junio de 1879 tras volver de su infructuosa expedición al Callao.
A pesar del bloqueo, la población de Iquique no se mantenía desabastecida porque recibía víveres desde Argentina.[cita requerida]
El 16 de julio ocurre el bombardeo de Iquique.
La misión del comandante Juan Williams Rebolledo era apresar el Huáscar que realizaba estragos sobre las naves chilenas. El mando chileno responsabilizó a Williams de no tener éxito en esta misión por lo cual se dejó el bloqueo de Iquique. Williams renunció y asumió Galvarino Riveros como jefe de la escuadra.
El 2 de agosto se termina el bloqueo de Iquique, desplazándose todas las naves al sur, siendo remolcada la corbeta "Abtao".